# HMS Kelly
HMS „Kelly” – brytyjski niszczyciel z okresu II wojny światowej, należący do typu K (J/K/N), w służbie Royal Navy w latach 1939–1941. Nosił znaki burtowe F01, G01. Służył pod rozkazami lorda Louisa Mountbattena, do czasu zatopienia przez lotnictwo niemieckie na Morzu Śródziemnym w obronie Krety 23 maja 1941.
Za przebieg służby HMS „Kelly” otrzymał 4 wyróżnienia bitewne (battle honours): Atlantyk 1939, Norwegia 1940, Kreta 1941, Morze Śródziemne 1941

## Budowa
Budowę okrętu zamówiono w marcu 1937, w ramach programu budowy na 1937 rok. Stępkę pod budowę położono 26 sierpnia 1937, kadłub wodowano 25 października 1938 w stoczni R. and W. Hawthorn, Leslie and Company w Hebburn. Do służby w Royal Navy wcielono go 23 sierpnia 1939. „Kelly” wykończono jako okręt flagowy flotylli niszczycieli typu K, z dodatkowymi pomieszczeniami sztabowymi w przedłużonej nadbudówce rufowej, w związku z tym zgodnie z brytyjskim systemem otrzymał nazwę na cześć zmarłego w 1936 admirała Johna Kelly’ego, zaczynającą się na literę K, jak u innych okrętów typu. W tej samej stoczni budowano też okręt flagowy flotylli niszczycieli identycznego typu J, HMS „Jervis” (stępkę pod oba okręty położono tego samego dnia). 

## Zarys służby

### Morze Północne 1939–1941
„Kelly” wszedł do służby brytyjskiej tuż przed wybuchem II wojny światowej, jego dowódcą został komandor lord Louis Mountbatten. Już we wrześniu 1939, w trakcie szkolenia załogi, „Kelly” zaczął pełnić służbę  eskortową i patrolową w rejonie kanału La Manche. 17 września 1939 przejął ze statków handlowych rozbitków z zatopionego lotniskowca HMS „Courageous”. 13 października 1939 atakował okręt podwodny i raportował o jego zatopieniu, lecz brak jest potwierdzenia tego. Podczas pierwszych miesięcy wojny „Kelly” atakował jeszcze kilkakrotnie okręty podwodne, lecz również bezskutecznie. 21 października wszedł (wraz z HMS „Kingston”) w skład nowo utworzonej 5. Flotylli Niszczycieli, jako jej okręt flagowy. Flotylla ta dowodzona była przez lorda Mountbattena, stacjonowała w Scapa Flow w składzie Floty Metropolii (Home Fleet) i grupowała wchodzące jesienią 1939 do służby okręty typu K. „Kelly” odniósł jednak wkrótce uszkodzenia na skutek sztormu podczas poszukiwań niemieckiego statku „New York” i amerykańskiego „City of Flint” na Morzu Północnym 3-5 listopada 1939. 
Naprawa uszkodzeń trwała do 12 grudnia 1939. Już jednak 14 grudnia „Kelly” został poważnie uszkodzony na minie, z zagrody postawionej pod Newcastle przez niemieckie niszczyciele „Hermann Künne”, „Friedrich Ihn”, „Erich Steinbrinck”, „Bruno Heinemann” (bez ofiar). Jego remont w Hebburn trwał do 28 lutego 1940 (okrętem flagowym kmdra Mountbattena był przez ten czas niszczyciel „Kelvin”). Od marca 1940 „Kelly” ponownie służył jako okręt flagowy 5. Flotylli, stacjonując głównie w Scapa Flow i zajmując się przede wszystkim eskortowaniem konwojów. Już 9 marca 1940 jednakże, płynąc w osłonie konwoju HN-17, miał podczas złej pogody kolizję z niszczycielem HMS „Gurkha”, uszkadzając lekko dziób, po czym był naprawiany do kwietnia w Blackwell. 
Po naprawie, „Kelly” wziął ograniczony udział od końca kwietnia w kampanii norweskiej, podejmując w nocy 1/2 maja wraz z niszczycielami HMS „Maori”, „Grenade”, „Griffin” i francuskim „Bison” próbę ewakuacji żołnierzy francuskich z Namsos, przerwaną po uszkodzeniu „Maori” przez lotnictwo. Kolejnej nocy 2/3 maja „Kelly” brał udział w ewakuacji Namsos. 
9 maja 1940 „Kelly„” wziął udział w wypadzie na Skagerrak przeciw niemieckim kutrom torpedowym, podczas którego został o 22.30 storpedowany przez kuter (Schnellboot) S 31 na Morzu Północnym, na pozycji 56°48′N 5°09′E/56,800000 5,150000 (27 zabitych). Został następnie wzięty na hol przez niszczyciel HMS „Bulldog”. Po północy, z oboma okrętami po kolei, we mgle zderzył się kuter torpedowy S 33 i został przy tym uszkodzony. Operację holowania „Kelly” do bazy, trwającą aż do 13 maja osłaniały HMS „Kandahar”, „Fury”, „Gallant” i krążowniki HMS „Sheffield” i „Manchester”. Remont w Tyne trwał do 18 grudnia 1940, po czym „Kelly” powrócił do roli flagowego okrętu 5. Flotylli. Zmieniono mu wówczas (w czerwcu) numer burtowy z F01 na G01.
W styczniu 1941 „Kelly” wraz z „Kipling”, „Kashmir” i „Jersey” został  w Plymouth przydzielony do Dowództwa Zachodnich Podejść, zajmując się głównie eskortą konwojów. 15 lutego 1941 wraz z „Kashmir”, "Kipling" i „Jackal” usiłował przechwycić niemiecki ciężki krążownik „Admiral Hipper” płynący do Brestu, lecz do kontaktu nie doszło. Kilkakrotnie w lutym-marcu osłaniał też akcje stawiania min w rejonie kanału La Manche.

### Morze Śródziemne 1941
W kwietniu 1941 „Kelly” został przeniesiony z 5. Flotyllą oraz krążownikiem HMS „Dido” i stawiaczem min HMS „Abdiel” do Floty Śródziemnomorskiej i 28 kwietnia dotarł na Maltę w osłonie operacji Dunlop dostarczenia samolotów na Maltę z Gibraltaru. Na Malcie został włączony do Zespołu K (Force K) dowodzonego przez Louisa Mountbattena, działającego przeciwko żegludze pomiędzy Włochami a Afryką (w jego skład wchodziły wówczas niszczyciele HMS „Kelly”, „Kelvin”, „Kipling”, „Kashmir”, „Jackal”, „Jersey” i krążownik „Gloucester”). Po pierwszej akcji zespołu, między 2 a 9 maja, "Kelly" z częścią niszczycieli został zablokowany w porcie La Valetta na skutek zatonięcia w wejściu do portu niszczyciela „Jersey” i zaminowania wód. Dopiero od 9 maja niszczyciele wzięły udział w osłonie płynącego do Aleksandrii konwoju operacji Tiger, a 10 maja 1941 „Kelly” wraz z „Jackal”, „Kashmir”, „Kipling” i „Kelvin” bombardował Bengazi, po czym okręty były atakowane nieskutecznie przez samoloty niemieckie.  
Od 22 maja 1941 „Kelly” z zespołem K uczestniczył w bitwie o Kretę, przydzielony do zespołu A-1. 23 maja został zatopiony na południe od Krety przez niemieckie bombowce nurkujące Junkers Ju 87 z I./StG.2 na pozycji 34°40′N 24°10′E/34,666667 24,166667, wraz z HMS „Kashmir”. Rozbitkowie zostali uratowani przez HMS „Kipling”, zginęło 99 członków załogi.
Dowódcy:
- sierpień 1939 – maj 1941: Captain (komandor) Louis Mountbatten

## Fikcja i film
Niszczyciel „Kelly” został bardzo „rozreklamowany” przez jego dowódcę, lorda Mountbattena, stając się prawdopodobnie najszerzej znanym niszczycielem serii J/K/N (w 2002 wydano nawet monografię niszczycieli tych trzech typów zatytułowaną The Kelly's), mimo że kilka innych niszczycieli tej grupy miało znacznie większe dokonania bojowe, przede wszystkim „Jervis”. Na historii i dokonaniach HMS „Kelly” i jego dowódcy został częściowo oparty film fabularny Nasz okręt (1942), w reżyserii Noëla Cowarda, który napisał scenariusz i zagrał też główną rolę dowódcy fikcyjnego niszczyciela HMS „Torrin”, zatopionego w obronie Krety („Torrin” miał jednak „bogatszą” biografię bojową od przebywającego często w stoczni „Kelly”).

## Dane techniczne

### Uzbrojenie
Dane dotyczące uzbrojenia i wyposażenia odnoszą się ogólnie do okrętów typu K, daty zmian w przypadku konkretnego okrętu są orientacyjne.
- 6 dział 120 mm QF Mk XII na podwójnych podstawach CP Mk XIX, osłoniętych maskami (3xII)
  - długość lufy: L/45 (45 kalibrów), donośność maksymalna 15.520 m, kąt podniesienia +40°, masa pocisku 22,7 kg
- 1 działo plot 102 mm QF Mk V na podstawie HA Mk III (od 1940/1941 zamiast aparatu torpedowego)
  - długość lufy: L/45, kąt podniesienia +80°, masa pocisku 14,06 kg
- 4 automatyczne armaty przeciwlotnicze 40 mm Vickers Mk VIII („pom-pom”) poczwórnie sprzężone na podstawie Mk VII (1xIV)
- 2-4 automatycznych działek plot 20 mm Oerlikon 20 mm (od 1941, ilość stopniowo wzrastała, 2xI do 4xI)
- 8 wkm plot 12,7 mm Vickers Mk III (2xIV) (do 1941)
- 10 wyrzutni torpedowych 533 mm w dwóch aparatach torpedowych PR Mk II (2xV), 10 torped Mk IX (od 1940/1941 - 5 wyrzutni)
- 1 zrzutnia na 6 bomb i 2 miotacze bomb głębinowych (20 bomb głębinowych)

Wyposażenie
- hydrolokator Asdic
- system kierowania ogniem artylerii: dalocelownik (DCT) i główny dalmierz (na nadbudówce dziobowej)
- radar dozoru ogólnego Typ 286 (od 1941, na głównym maszcie)
- radar kierowania ogniem plot Typ 285 (od 1941, na stanowisku dalmierza)